# Midrand
Midrand est une ville d'Afrique du Sud, située dans la province de Gauteng dans la région du centre du Transvaal. Elle abrite le lieu de réunion du Parlement panafricain.

## Histoire

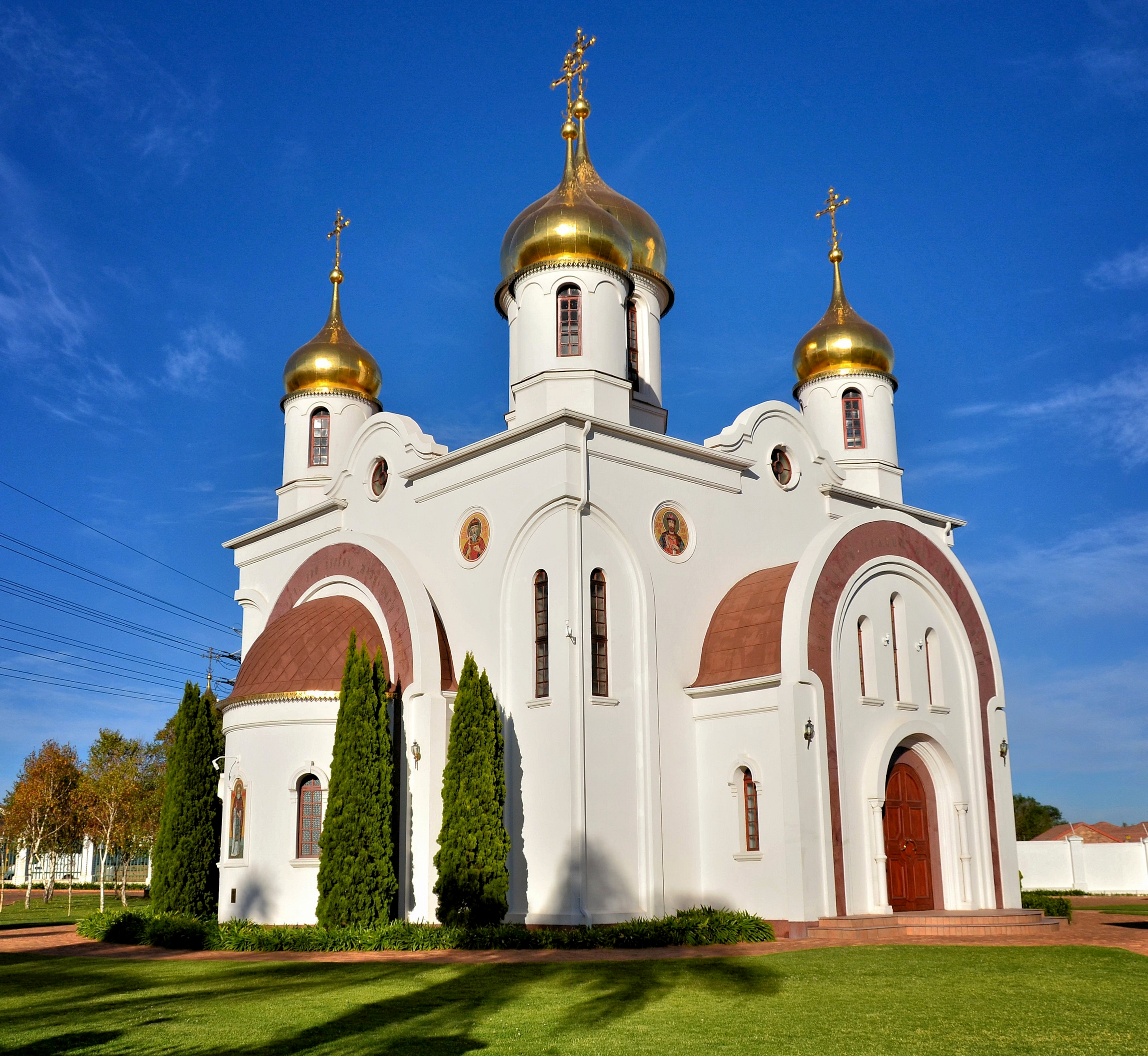
Église orthodoxe de Midrand

La municipalité de Midrand a été créé en 1981 (dans la zone de Halfway House à mi chemin entre Pretoria et Johannesbourg), statut qu'elle a perdu lors de la restructuration des gouvernements locaux en 1994-1995. Midrand est incorporée en 2000 dans le 2e arrondissement de la municipalité métropolitaine de la ville de Johannesburg (City of Johannesburg Metropolitan Municipality). En 2006, à la suite d'une nouvelle restructuration administrative, Midrand est intégrée dans la division régionale A de la municipalité de Johannesburg. 
Bien que n'étant plus une structure administrative indépendante, Midrand désigne les banlieues situées près de l'autoroute N 1 (section Ben Schoeman Highway) au nord de la Jukskei River jusqu'aux limites administratives de la City of Tshwane Metropolitan Municipality. Ces banlieues comprennent les quartiers de Country View, Carlswald, Crowthorne, Glen Austin, Halfway House, Halfway Gardens, Kyalami, Vorna Valley, Noordwyk et Randjesfontein.
La ville possède un château d'eau haut de 40 m et d'une capacité de 6 500 000 L.

## Gouvernement et infrastructures
Le secrétariat du NEPAD est établi à Midrand. Midrand fait partie de l'Aerospace Valley de l'Afrique du Sud, qui s'étend de Centurion à Midrand. Cette ville accueille notamment le siège des entreprises ATE Aerospace et Eurocopter SA.
La South African Civil Aviation Authority (SACAA) a son siège dans le Bâtiment no 16 d'Ikhaya Lokundiza, Waterfall Park, à Midrand,.